# Marek Sanak (operator filmowy)
Marek Sanak – polski operator filmowy i fotograf. 

## Życiorys
W latach 1989–1994 studiował realizację obrazu telewizyjnego i filmowego na Wydziale Radia i Telewizji Uniwersytetu Śląskiego w Katowicach, gdzie uzyskał tytuł magistra. W czasie studiów zrealizował pierwsze filmy dokumentalne i teatry telewizji. Pracował przy produkcji koncertów i festiwali muzycznych w Opolu i Sopocie. W kolejnych latach reżyserował wideoklipy dla Kory, Dawida Podsiadło, Agnieszki Chylińskiej, Synów i innych twórców muzycznych. Realizował zdjęcia do filmów krótkometrażowych, seriali telewizyjnych i reklam.

## Filmografia

### Zdjęcia
- Pod dębami (spektakl telewizyjny, 1992)
- Mały książę (spektakl telewizyjny, 1994)
- Jesiennym wieczorem (spektakl telewizyjny, 1994)
- Kobiety u grobu (serial telewizyjny, 1995)
- Honor dla niezaawansowanych (serial telewizyjny, 1995)
- Księga pamiętnikarza (widowisko telewizyjne, 1996)
- Woyzeck (spektakl telewizyjny, 1999)
- Chomik (film krótkometrażowy, 2011)
- Graindelavoix: ogień świętego Antoniego (film krótkometrażowy, 2020)
- Gang Zielonej Rękawiczki (serial TV, 2022)

## Wyróżnienia
- Nagroda w Konkursie Wideoklipów za wideoklip Kory Zabawa w chowanego na 18. Międzynarodowym Festiwalu Autorów Zdjęć Filmowych Camerimage w Bydgoszczy (2010)[2]
- Nagroda Klubu Twórców Reklamy KTR (czterokrotnie)